# وزارة الصحة (العراق)
وزارة الصحة العراقية هي الوزارة المسؤولة عن قطاع الصحة في جمهورية العراق بما في ذلك تشييد وبناء المستشفيات وتعيين الأطباء وتقديم الخدمات الطبية للمواطنين، تأسست سنة 1920 وتعتبر إحدى تشكيلات مجلس الوزراء العراقي.

## تاريخ الدوائر الصحية
في سنة 1919 م استحدثت دائرة مستقلة عن الجيش سُمّيت (سكرتارية الصحة) وفي سنة 1921 صار اسمها مديرية مصلحة الصحة العامة تابعةً لوزارة المعارف والصحة العمومية ثم في 12 أيلول سنة 1921 صارت المديرية وزارة ثم ما لبثت أن ألغيت يوم 8 حزيران سنة 1922 وعادت مديرية عامة للصحة تابعةً لوزارة الداخلية وحينئذٍ أنشئت معها مفتشية الصحة العامة حتى سنة 1939 م حين أنشئت وزارة الشؤون الاجتماعية وألحقت بها كلتا مفتشية الصحة ومديرية الصحة حتى سنة 1952 حبن استحدث وزارة الصحة مرة ثانية بموجب قانون رقمه 28 لسنة 1952.

## تشكيلات الوزارة
- مكتب الوكيل الإداري
- مكتب الوكيل الفني
- مكتب المستشار الوطني للصحة النفسية
- هيئة المراكز التخصصية
- دائرة التفتيش
- دائرة التخطيط وتنمية الموارد
- دائرة الأمور الفنية
- الدائرة الإدارية والمالية والقانونية
- دائرة المشاريع والخدمات الهندسية
- الشركة العامة لتسويق الأدوية والمسلتزمات الطبية (كيماديا)
- مركز تكنولوجيا المعلومات
- مجلس السرطان في العراق
- المركز الوطني للتدريب والتنمية البشرية
- دائرة الصحة العامة

### التقسيم الإداري
تكون دائرة الصحة العامة مشرفة على عمل دوائر المحافظات المسؤول على تسيير العمل في المؤسسات الصحية كافة. وتتكون كل محافظة من دائرة باستثناء العاصمة بغداد تتكون من ثلاث دوائر. وتتفرع الدائرة إلى قطاعات والقطاعات إلى شعب والشعب إلى وحدات.
- دائرة صحة الرصافة (وتتفرع إلى عشرة قطاعات)
- دائرة صحة الكرخ (وتتفرع إلى عشرة قطاعات)
- دائرة صحة مدينة الطب
- دائرة صحة ديالى
- دائرة صحة واسط
- دائرة صحة بابل
- دائرة صحة كربلاء
- دائرة صحة النجف
- دائرة صحة الديوانية
- دائرة صحة ميسان
- دائرة صحة ذي قار
- دائرة صحة المثنى
- دائرة صحة البصرة
- دائرة صحة الأنبار
- دائرة صحة صلاح الدين
- دائرة صحة كركوك
- دائرة صحة نينوى
- دائرة صحة أربيل
- دائرة صحة السليمانية
- دائرة صحة دهوك